# 奥运三问
奥运三问，是中国第一次对奥林匹克运动会的呼唤。

## 经过
1908年，天津青年会代理总干事饶伯森(Clarence Hover Robertson)通过国际渠道得到了正在伦敦举办的第四届奥运会的幻灯片，并将其带到当时南开中学的操场给南开学生放映当时正在举办的第四届奥运会的盛况。在观看幻灯片之前，南开的学生挂出了“奥运三问”的标语，即“中国，什么时候能够派运动员去参加奥运会？我们的运动员什么时候能够得到一块奥运金牌？我们的国家什么时候能够举办奥运会？”。1908年的《天津青年》对此进行了报道，并刊登出了“奥运三问”。“奥运三问”被视为是中华奥运梦的开端。

## 三問的實現
- “中國什麽時候能夠派運動員去參加奧運會？”：1932年實現。第十屆夏季奧林匹克運動會，田徑選手劉長春代表中華民國參加比賽。
- “我們的運動員什麽時候能夠得到一塊奧運金牌？”：1984年實現。第二十三屆夏季奧林匹克運動會，射擊選手許海峰為中華人民共和國獲得第一塊奧運會金牌。
- “我們的國家什麽時候能夠舉辦奧運會？”：2008年實現。第二十九屆夏季奧林匹克運動會在北京舉辦。（後來北京又在2022年舉辦了第二十四屆冬季奧林匹克運動會，成為奧運史上第一個舉辦過夏季運動會和冬季運動會二者的城市。）